# Отто Шенгерр Едлер фон Шенляйтен
Отто Шенгерр, з 11 вересня 1917 по квітень 1919 року —  Едлер фон Шенляйтен (нім. Otto Schönherr Edler von Schönleiten; 7 лютого 1888, Санкт-Пельтен — 2 червня 1954, Рід-ім-Оберіннталь) — австрійський і німецький офіцер, генерал-лейтенант вермахту.

## Біографія
18 серпня 1909 року поступив на службу в австро-угорську армію. Учасник Першої світової війни. Після війни продовжив службу в австрійській армії. 
Шенгерр був противником аншлюсу і нацизму, дружив із Геннінгом фон Тресковим та іншими учасниками Липневої змови. Після аншлюсу його поставили перед вибором: служба у вермахті або звільнення з ганьбою. Шенгерр перейшов у вермахт. З 1 квітня 1938 року — в штабі 136-го єгерського полку (Інсбрук), з 10 листопада 1938 року — 9-го піхотного полку 23-ї піхотної дивізії (Потсдам).
З серпня 1939 року — командир 178-го піхотного полку 76-ї піхотної дивізії. Учасник Французької кампанії і німецько-радянської війни. 12 липня 1941 року відправлений у резерв ОКГ у зв'язку з інфарктом міокарда. Командування планувало звільнити Шенгерра у відставку, проте той наполіг на продовженні служби. З 10 лютого 1942 року — комендант фортеці Ставангер. З 21 квітня 1942 року — командир 230-ї піхотної дивізії. 10 жовтня 1942 року знову відправлений у резерв ОКГ. З 10 грудня 1942 року — командир 141-ї резервної дивізії. 20 лютого 1944 року знову відправлений у резерв ОКГ. З 22 березня 1944 року — командир дивізії №418.

## Сім'я
20 листопада 1920 року одружився в Трієсті з Марією Коллер. В 1926 році в пари народився син, майбутній актор Дітмар Шенгерр.

## Звання
- Лейтенант (1 вересня 1909)
- Оберлейтенант (2 серпня 1914)
- Гауптман (14 серпня 1916)
- Титулярний майор (8 липня 1921)
- Штабсгауптман (1 березня 1923)
- Майор (19 січня 1928)
- Оберстлейтенант (20 вересня 1934)
- Оберст (1 січня 1938)
- Генерал-майор (1 вересня 1941)
- Генерал-лейтенант (1 вересня 1943)

## Нагороди
- Медаль «За військові заслуги» (Австро-Угорщина), бронзова і 2 срібних з мечами
- Хрест «За військові заслуги» (Австро-Угорщина) 3-го класу з військовою відзнакою і мечами — нагороджений двічі.
- Військовий Хрест Карла
- Пам'ятна військова медаль (Австрія) з мечами
- Почесний знак «За заслуги перед Австрійською Республікою», золотий знак (25 липня 1932)
- Хрест «За вислугу років» (Австрія) 2-го класу для офіцерів (25 років) (26 жовтня 1934)
- Почесний хрест ветерана війни з мечами
- Медаль «За вислугу років у Вермахті» 4-го, 3-го, 2-го і 1-го класу (25 років)
- Залізний хрест
  - 2-го класу (25 травня 1940)
  - 1-го класу (25 червня 1940)
- Орден Корони Румунії, командорський хрест з мечами (22 червня 1942)
- Медаль «За зимову кампанію на Сході 1941/42»